# هیمروس
هیمروس (انگلیسی: Himeros؛ به یونانی باستان: Ἱμερος؛ به‌معنای «رغبت») یکی از هفت اِروتس است؛ گروهی از خدایان بال‌دار عشق و از راهروان آفرویدته. او را به‌عنوان یک «شخصیت شیرین» توصیف می‌کنند. او خدا و شخصیت خواسته‌ها و شهوت است. در تئوگنیای هزیود اروس و هیمروس در تولد آفرویدته حضور داشتند و با خدایی که از کف‌های دریا بیرون آمد و به مجلس خدایان پیوستند همراهی کردند. در اوایل تئوگنیا، هیمروس به‌عنوان ساکن کوه المپ ذکر شده است، و همسایه موزها و خاریتس است. هیمروس (رغبت) و فیلوتا (عشق) توسط آفرویدته که ملاقات جنسی را آغاز می‌کرد به جهان داده شد؛ آنها کلمات عاشقانه و صحبت‌های برنده‌ای کردند که بر ذهن و قلب‌های فانی‌ها و خدایان تأثیر می‌گذاشتند.
هیمروس با پوتوس که شخصیت حس‌گرایی دارد، ارتباط نزدیک داشت. افلاطون در دیالوگ خود کرایتیلوس، تفاوت بین این دو مفهوم را نشان می‌دهد و توضیح می‌دهد که در مورد هیمروس، میل شیئی وجود دارد، بنابراین میل آماده برای برآورده شدن است؛ درحالی‌که در مورد پوتوس، فرد به‌دنبال چیزی است که از دست رفته یا خارج از دسترس است.